# 蒂珀雷里
蒂珀雷里（英語：Tipperary），爱尔兰南蒂珀雷里郡城镇，总人口4,415（2006年）。

## 友好城市
- 法國 帕尔特奈